# Коцар Микола
Коцар Микола (*3 листопада 1910 — дата невідома) — український поет.

## З біографії
Народився 3 листопада 1910 року в Україні. Здобув економічну освіту. Мешкав у Румунії. З часом переїхав до України, одружився і завів дитину — Оксану, яка народила двох дочок. Дебютував на сторінках україномовного журналу в Румунії «Новий вік» (1956), друкувався у збірнику «Обрії».

## Творчість
Автор поетичих збірок «Знак пори» (1977), «Незгасне полум'я» (1978).

## Інтернет-ресурси
- http://94.158.144.72/opac/index.php?url=/auteurs/view/20423/source:default%5Bнедоступне+посилання+з+липня+2019%5D
- http://www.svoboda-news.com/arxiv/pdf/1980/Svoboda-1980-249.pdf [Архівовано 8 серпня 2017 у Wayback Machine.]